# Piotr Myszkowski
Piotr Myszkowski armoiries Jastrzębiec (1450-1505), membre de la noble famille polonaise Myszkowscy (pl), castellan d'Oświęcim (1484-1489), Wieluń (1489-1494), Rozprzan (1494-1497), Sącz (1498-1505), staroste de Lviv (1499-1501) hetman de la Couronne (1499-1501), voïvode de Łęczyca (1501),

## Sources
- Notices d'autorité :   - VIAF
  - ISNI
  - Pologne
  - NUKAT
  - Tchéquie

- (pl) Cet article est partiellement ou en totalité issu de l’article de Wikipédia en polonais intitulé « Piotr Myszkowski » (voir la liste des auteurs).